# Тай-чи майстор
„Тай-чи майстор“ (на английски: Man of Tai Chi) е китайско-американски филм за бойни изкуства от 2013 г. на режисьора Киану Рийвс (в режисьорския му дебют) по сценарий на Майкъл Куни.
Във филма участват Киану Рийвс, Тайгър Чен, Карън Мок, Ю Хай, Йе Кинг и Саймън Ям.

## Актьорски състав
| Актьор      | Роля             |
| ----------- | ---------------- |
| Киану Рийвс | Донака Марк      |
| Тайгър Чен  | Тайгър Чен Линху |
| Карън Мок   | Сун Джинг Чи     |
| Ю Хай       | Майстор Янг      |
| Йе Кинг     | Кинг Ша          |
| Саймън Ям   | Уонг             |
| Майкъл Тонг | Полицай Юан      |

## В България
В България филмът е излъчен премиерно по „Би Ти Ви Екшън“ на 5 ноември 2017 г. Дублажът е на студио „Ви Ем Ес“. Екипът се състои от:
| Озвучаващи артисти  | Петя Абаджиева Петър Бонев Христо Димитров Светломир Радев Иван Велчев |
| Преводач            | Вилма Карталска                                                        |
| Тонрежисьор         | Сибин Златарев                                                         |
| Режисьор на дублажа | Веселина Стоилова                                                      |